# Nina Haver-Løseth
Nina Haver-Løseth (* 27. Februar 1989 in Ålesund als Nina Løseth) ist eine ehemalige norwegische Skirennläuferin. Sie war auf die technischen Disziplinen Slalom und Riesenslalom spezialisiert. Ihre Schwestern Mona und Lene gehörten ebenfalls der norwegischen Skinationalmannschaft an.

## Biografie
Løseth siegte 2003 beim Trofeo Topolino und 2003 sowie 2004 im Slalom des Whistler Cups. Im Januar 2005 bestritt sie erstmals FIS-Rennen, ihr Debüt im Europacup folgte im Dezember 2005. Gleich in ihrer ersten Saison etablierte sie sich als eine der stärksten Slalomfahrerinnen. Am Ende der Saison belegte sie in der Disziplinenwertung hinter der Französin Sandrine Aubert den zweiten Platz. Zudem gewann sie im März 2006 bei den Juniorenweltmeisterschaften in Mont Sainte-Anne die Bronzemedaille im Slalom.
Nach ihrem ersten Sieg im Europacup rückte Løseth im Februar 2006 in das norwegische Weltcupteam auf. Schon bei ihrem dritten Rennen errang sie die ersten Weltcuppunkte ihrer Karriere. Nach ihrem ersten Top-10-Platz im Slalom von Semmering im Dezember 2006 qualifizierte sie sich für die Weltmeisterschaften 2007 in Åre, bei der sie im Slalom den zehnten Platz erreichte. In der Saison 2007/08 konnte sie im Slalom konstant punkten und meist Platzierungen unter den besten 15 erzielen, womit sie den zehnten Platz im Slalomweltcup erreichte. Ihr bestes Rennergebnis war der fünfte Platz im Slalom von Zagreb am 15. Februar 2008.
Im nächsten Winter konnte Løseth daran nicht anschließen, da sie oft ohne Ergebnis blieb und nur mit dem zehnten Platz in La Molina ihr Potential andeutete. Bei den Juniorenweltmeisterschaften 2009 in Garmisch-Partenkirchen gewann sie zwar zum zweiten Mal die Bronzemedaille, bei den Weltmeisterschaften 2009 in Val-d’Isère schied sie jedoch im Slalom aus. Noch schlechter verlief die Weltcupsaison 2009/10, in der sie nur zweimal als 20. punktete. Seit Beginn des Jahres 2009 ist sie daher auch wieder regelmäßig im Europacup am Start.
Verletzungsbedingt konnte Løseth im Winter 2010/11 nur an wenigen Rennen teilnehmen. Auch die Saison 2011/2012 verlief wenig erfolgreich, weshalb sie überwiegend im Europacup zum Einsatz kam. Im darauf folgenden Winter fand sie wieder den Anschluss an die Weltspitze und erzielte am 4. Januar 2013 mit Platz vier im Slalom von Zagreb das bis dahin beste Weltcupergebnis ihrer Karriere. Zu Beginn des Winters 2013/2014 zeigte sich Løseth auch im Riesenslalom verbessert und erreichte am 28. Dezember 2013 mit Platz neun beim Weltcup in Lienz ihr erstes Top-10-Ergebnis in dieser Disziplin und am 29. Dezember 2013 Platz fünf im Slalom ebenfalls in Lienz. Am 4. Januar 2015 fuhr sie im Slalom von Zagreb auf den dritten Platz und erzielte damit die erste Weltcup-Podestplatzierung. Zum Abschluss der Saison wurde sie im Slalom zum zweiten Mal nach 2007 norwegische Meisterin.
Ihren ersten Weltcupsieg feierte Løseth am 5. Januar 2016 beim Slalom von Santa Caterina. Im Juni heiratete sie ihren Lebensgefährten Herman Haver-Mathiesen im italienischen Lucca. Seit der Weltcup-Saison 2017/18 tritt sie unter dem Namen Nina Haver-Løseth in Erscheinung. Bei den Olympischen Winterspielen 2018 in Pyeongchang gewann sie die Bronzemedaille im Mannschaftswettbewerb.
Ende Dezember 2018 erlitt sie bei einem Sturz im Slalom am Semmering einen Bruch des Schienbeinkopfes sowie eine Meniskusverletzung und musste für den Rest der Saison pausieren. Ihr Comeback gab sie im folgenden November mit Rang fünf im Slalom von Levi. Danach gelangen ihr im Slalom noch fünf weitere Platzierungen unter den besten zehn, ehe sie am 20. März 2020 ihren Rücktritt vom Leistungssport bekannt gab.

## Erfolge

### Olympische Spiele
- Sotschi 2014: 17. Riesenslalom
- Pyeongchang 2018: 3. Mannschaftswettbewerb, 6. Slalom, 15. Riesenslalom

### Weltmeisterschaften
- Åre 2007: 10. Slalom, 30. Riesenslalom
- Schladming 2013: 9. Mannschaft, 35. Riesenslalom
- Vail/Beaver Creek 2015: 5. Mannschaft, 11. Riesenslalom
- St. Moritz 2017: 5. Mannschaft, 10. Riesenslalom, 26. Slalom

### Weltcup

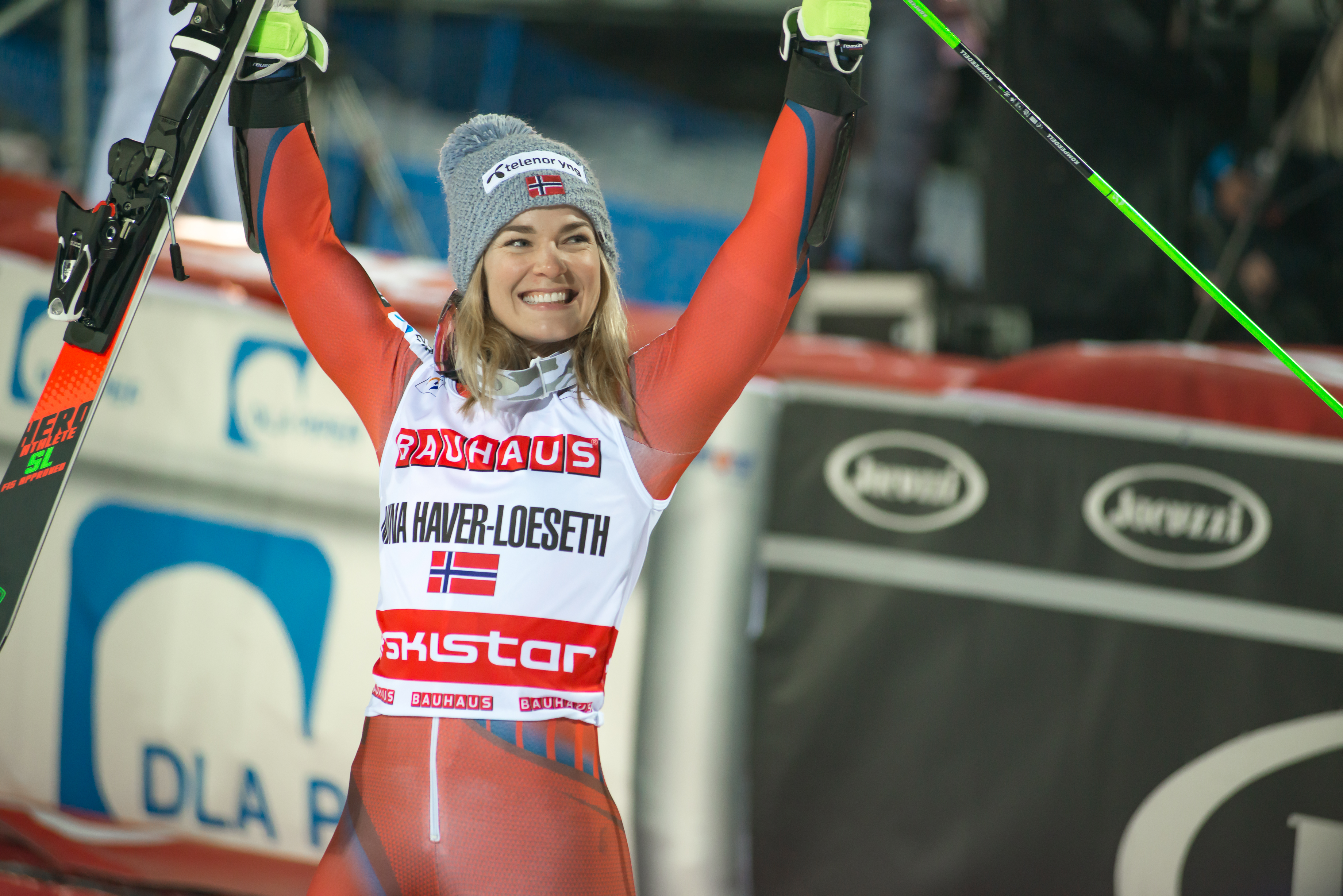
Nina Haver-Løseth bei ihrem Sieg am 30. Januar 2018 in Stockholm

- 8 Podestplätze in Einzelrennen, davon 2 Siege:

| Datum           | Ort            | Land     | Disziplin  |
| --------------- | -------------- | -------- | ---------- |
| 5. Januar 2016  | Santa Caterina | Italien  | Slalom     |
| 30. Januar 2018 | Stockholm      | Schweden | City-Event |

- 1 Podestplatz bei Mannschaftswettbewerben

### Weltcupwertungen
| Saison  | Gesamt | Gesamt | Riesenslalom | Riesenslalom | Slalom | Slalom | Parallel | Parallel |
| Saison  | Platz  | Punkte | Platz        | Punkte       | Platz  | Punkte | Platz    | Punkte   |
| ------- | ------ | ------ | ------------ | ------------ | ------ | ------ | -------- | -------- |
| 2005/06 | 116.   | 3      | –            | –            | 52.    | 3      | –        | –        |
| 2006/07 | 59.    | 111    | 44.          | 10           | 20.    | 101    | –        | –        |
| 2007/08 | 37.    | 189    | 41.          | 10           | 10.    | 179    | –        | –        |
| 2008/09 | 85.    | 41     | –            | –            | 30.    | 41     | –        | –        |
| 2009/10 | 101.   | 22     | –            | –            | 41.    | 22     | –        | –        |
| 2012/13 | 58.    | 124    | 49.          | 9            | 24.    | 115    | –        | –        |
| 2013/14 | 22.    | 311    | 17.          | 130          | 12.    | 181    | –        | –        |
| 2014/15 | 23.    | 311    | 21.          | 86           | 10.    | 225    | –        | –        |
| 2015/16 | 9.     | 665    | 6.           | 292          | 8.     | 373    | –        | –        |
| 2016/17 | 12.    | 519    | 14.          | 157          | 7.     | 362    | –        | –        |
| 2017/18 | 16.    | 475    | 20.          | 124          | 6.     | 351    | –        | –        |
| 2018/19 | 44.    | 171    | 29.          | 41           | 18.    | 130    | –        | –        |
| 2019/20 | 23.    | 290    | 32.          | 26           | 6.     | 228    | 14.      | 36       |

### Europacup
- Saison 2005/06: 2. Slalomwertung
- Saison 2006/07: 9. Slalomwertung
- Saison 2011/12: 9. Slalomwertung
- Saison 2012/13: 10. Gesamtwertung, 4. Riesenslalomwertung
- 11 Podestplätze, davon 4 Siege:

| Datum            | Ort            | Land        | Disziplin    |
| ---------------- | -------------- | ----------- | ------------ |
| 6. Januar 2006   | Lenzerheide    | Schweiz     | Slalom       |
| 10. Februar 2012 | Bad Wiessee    | Deutschland | Slalom       |
| 11. Januar 2013  | Melchsee-Frutt | Schweiz     | Slalom       |
| 5. März 2013     | Andalo         | Italien     | Riesenslalom |

### Nor-Am Cup
- 2 Podestplätze, davon 1 Sieg:

| Datum            | Ort      | Land | Disziplin    |
| ---------------- | -------- | ---- | ------------ |
| 2. Dezember 2013 | Loveland | USA  | Riesenslalom |

### Juniorenweltmeisterschaften
- Bardonecchia 2005: 58. Riesenslalom
- Québec 2006: 3. Slalom, 19. Riesenslalom, 51. Super-G
- Flachau 2007: 10. Riesenslalom
- Garmisch-Partenkirchen 2009: 3. Slalom, 14. Riesenslalom, 23. Super-G

### Weitere Erfolge
- 4 norwegische Meistertitel (Slalom 2007, 2015 und 2016, Riesenslalom 2016)
- 1 Sieg im Australia New Zealand Cup
- 12 Siege in FIS-Rennen